# Gerard Nijboer
Gerardus Hermanus Maria Nijboer (Hasselt, 18 agosto 1955) è un ex maratoneta olandese, vincitore della medaglia d'argento alle Olimpiadi di Mosca 1980.
Nel 1982 è stato poi campione europeo, sempre nella maratona, impresa che gli valse il titolo di sportivo olandese dell'anno.

## Biografia
Il suo primato personale è stato di 2:09:01 alla maratona di Amsterdam del 26 aprile 1980, al tempo secondo tempo di sempre, dopo il 2:08:34 corso da Derek Clayton nel 1969. Nijboer ha poi rivinto ad Amsterdam nel 1984, 1988 e 1989.

## Altre competizioni internazionali
1979
- 11º alla Maratona di New York ( New York) - 2h16'56"
- 5º alla Maratona di Enschede ( Enschede) - 2h16'48"
- Oro alla Paderborner Osterlauf ( Paderborn), 25 km - 1h18'02"
- Oro alla Singelloop ( Utrecht) - 30'29"

1980
- Oro alla Maratona di Amsterdam ( Amsterdam) - 2h09'01"
- Argento alla City-Pier-City Loop ( L'Aia) - 1h02'59"

1982
- 6º alla City-Pier-City Loop ( L'Aia) - 1h03'19"

1983
- 15º alla Maratona di Rotterdam ( Rotterdam) - 2h25'23"
- 18º al Cross di Volpiano ( Volpiano)

1984
- Oro alla Maratona di Amsterdam ( Amsterdam) - 2h14'28"
- Oro alla Columbus Marathon ( Columbus) - 2h13'40"
- Bronzo alla Los Angeles Marathon ( Los Angeles) - 2h10'53"

1985
- 5º alla Maratona di New York ( New York) - 2h14'27"
- Oro alla Trosloop ( Haarlem) - 1h07'18"
- 10º alla RevCo Cleveland ( Cleveland) - 29'45"

1986
- 19º alla Maratona di New York ( New York) - 2h16'47"
- Bronzo alla Singelloop ( Breda) - 1h04'05"
- Oro alla Trosloop ( Haarlem) - 1h09'08"
- 9º alla Dam tot Dam ( Zaandam), 10 miglia - 47'37"

1987
- 4º alla Singelloop ( Breda) - 1h03'32"

1988
- 12º alla Maratona di Tokyo ( Tokyo) - 2h16'16"
- Oro alla Maratona di Amsterdam ( Amsterdam) - 2h12'38"
- 10º alla Singelloop ( Breda) - 1h04'50"
- Bronzo alla Schipholrun ( Amsterdam) - 29'24"

1989
- Oro alla Maratona di Amsterdam ( Amsterdam) - 2h13'52"
- 8º alla Columbus Marathon ( Columbus) - 2h14'13"

1990
- 4º alla Maratona di Amsterdam ( Amsterdam) - 2h13'38"